# Вівчарик світлочеревий
Вівча́рик світлочере́вий (Phylloscopus bonelli) — вид горобцеподібних птахів родини вівчарикових (Phylloscopidae). В Україні рідкісний залітний вид. Видову назву латиною надано на честь італійського орнітолога Франко Андреа Бонеллі (1784—1830).

## Таксономія
Раніше розглядали як вид, що включає два підвиди. Проте завдяки останнім дослідженням молекулярних біологів вид розділено на два:
- Вівчарик світлочеревий (Phylloscopus bonelli) — гніздиться на заході Південної Європи та в Північній Африці;
- Вівчарик золотогузий[1] (Phylloscopus orientalis) — гніздиться на сході Південної Європи та в Малій Азії.

Ареали двох видів не перекриваються, вони також відрізняються за послідовністю мітохондріальної ДНК.

## Опис

### Морфологічні ознаки
Птах менший за горобця — маса тіла 7-9 г, довжина тіла біля 11 см. Оперення верху сірувато-оливкове; над оком білувата «брова»; поперек і надхвістя зеленкувато-жовті; низ білий; махові і стернові пера бурі; дзьоб бурий; ноги темно-бурі.
Від інших вівчариків відрізняється контрастом між зеленкувато-жовтими попереком і надхвістям та сірувато-оливковою спиною, а також голосом.

### Звуки
Пісня — коротка дзвінка трель, поклик — свистове «тюі — тюі».

## Поширення та місця існування
Ареал простягається від західної частини Середземного моря до півночі Франції та південного заходу Центральної Європи. Північний кордон поширення проходить через північ Франції, південь Бельгії, південь Німеччини та Австрії. На зимівлю мігрує до Африки на південь від Сахари. Живе у сухих листяних, хвойних та змішаних лісах у гірських ландшафтах на висоті до 2000 м.  В Україні рідкісний залітний вид.
У гніздовий період населяє листяні ліси, що складаються з дубів (Quercus), берез (Betula), буків (Fagus) та каштанів (Castanea); інколи з домішкою сосен (Pinus), ялин (Picea) або модрин (Larix) із добре розвиненою наземною рослинністю. У Середземномор'ї це часто ліси, що складаються з коркового дуба та кедрів (Cedrus). У західній частині ареалу це зарості сосни та дуба, де зростають також ожина, барбарис та ялівець. Гніздиться на висоті до 2 тис. метрів.
Світлочереві вівчарики є перелітними, зимують у вузькій смузі на південь від Сахари.
У позагніздовий період, в Африці, світлочереві вівчарики зустрічаються серед відкритих лісових біотопів, заростей у сухих степах, саванни з кущами та в оазах із кущів акації.

## Чисельність
Чисельність виду оцінюють у 3—8 млн статевозрілих особин (1,5—4 млн пар), протягом 2009—2013 рр. вона є стабільною.

## Гніздування

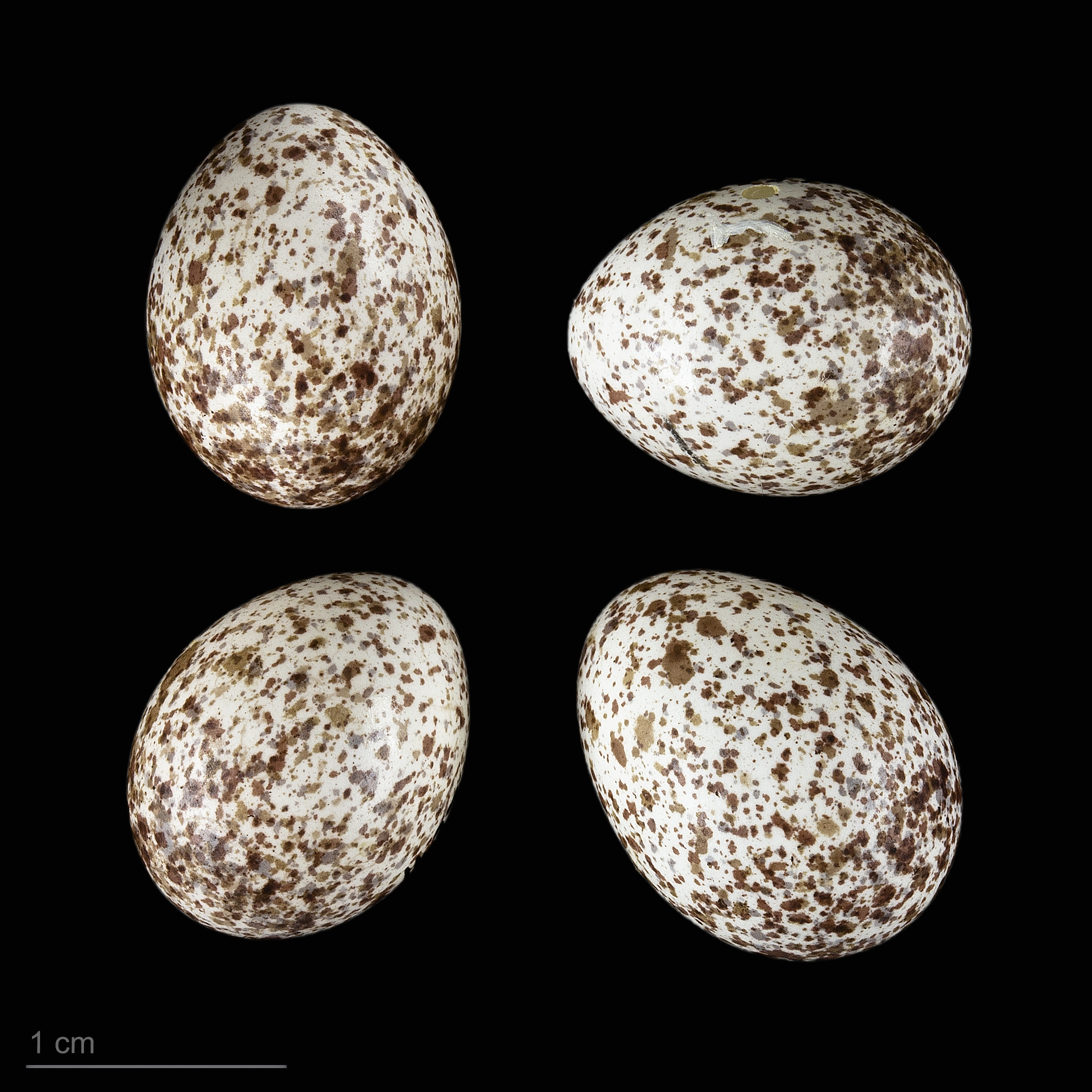
Яйця Phylloscopus bonelli, Тулузький музей

Гніздовий період триває з кінця квітня до серпня. Гніздо кулястої форми з маленьким бічним вхідним отвором зролене з трави та домішками листя, моху і волосся. Гніздо на землі, як правило на березі, добре приховано навислою рослинністю, нахиленим деревом або гілками. Повна кладка з 4—6 яєць білого кольору з темним крапками на кінцях. Насиджує самка 12-13 днів. Приблизно через стільки ж часу після вилуплення пташенята залишають гніздо. Протягом року одна, іноді дві кладки.

## Живлення
Живиться комахами та іншими безхребетними.

## Загрози та охорона
Основними загрозами для виду є надмірна експлуатація лісових екосистем. Для охорони пропонується збільшення різноманітності деревостану у місцях гніздування, що буде покращувати середовище існування.
Вівчарик світлочеревий занесено до Бернської конвенції (Додаток ІІ) та Боннської конвенції (Додаток ІІ).